# Kampung

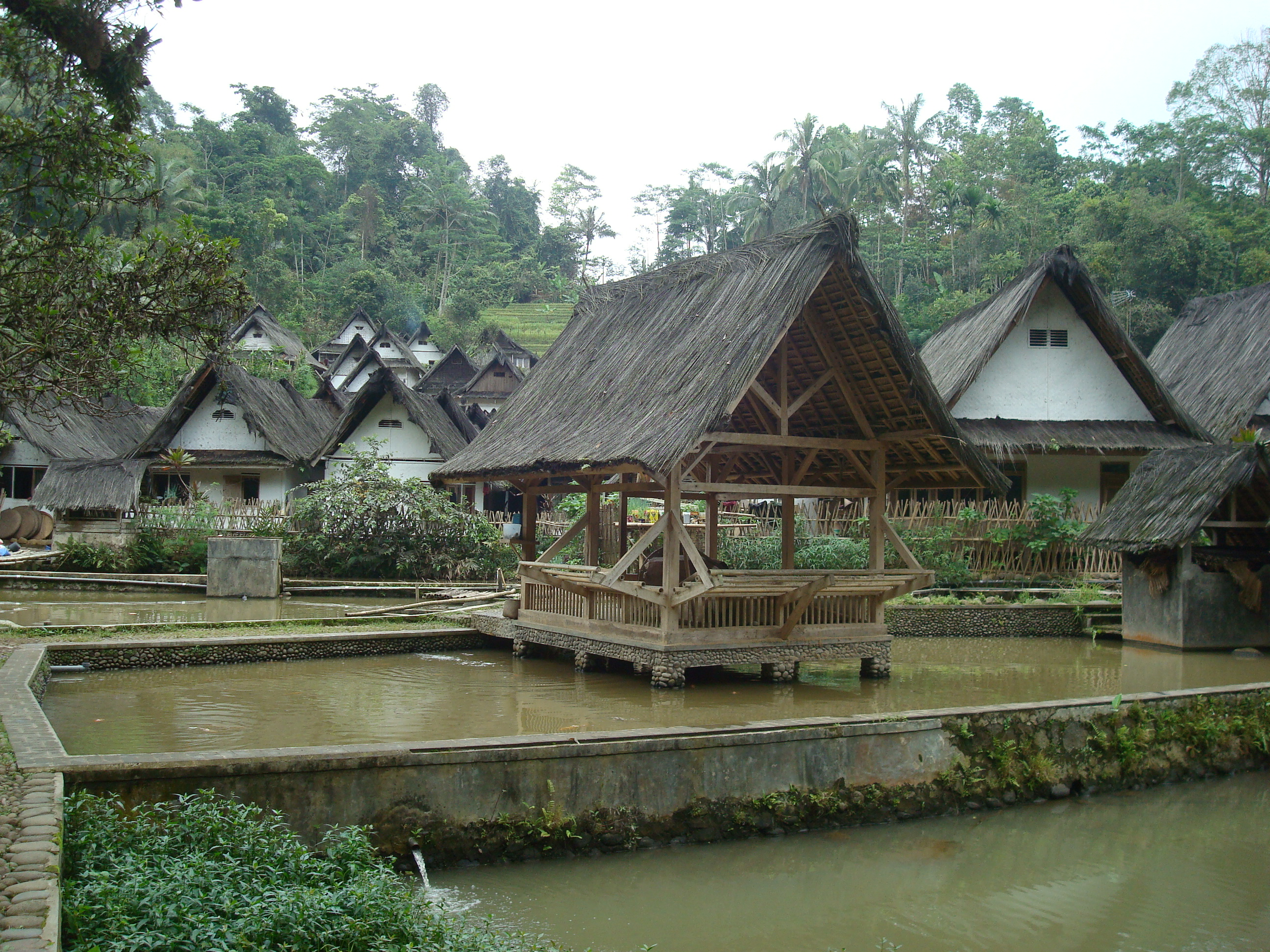
Casas tradicionais e pavilhão de lagoa de Kampung Naga, uma aldeia tradicional sundanesa em Java Ocidental, na Indonésia

Um kampung ou kampong (ambos do malaio e da ortografia do indonésio) é um tipo de aldeia de Brunei, Indonésia, Malásia e Singapura e um "porto" em Camboja. O termo se aplica a aldeias tradicionais, especialmente de povos indígenas, e também tem sido usado para se referir a áreas urbanas de subúrbios e empreendimentos de bairros fechados dentro de cidades da Malásia, Indonésia, Singapura, Camboja, Sri Lanka e Ilhas Christmas. Os desenhos e a arquitetura tradicionais da aldeia de kampong foram alvo de reformas por urbanistas e modernistas e também foram adaptados por arquitetos contemporâneos para vários projetos. Os kampongs tradicionais também são uma atração turística.

## Brunei
Um kampong é geralmente liderado por um ketua kampung ou pelo "cabeça" da aldeia. Em termos de infra-estrutura, normalmente tem uma escola primária e uma balai raya ou dewan kemasyarakatan, o equivalente a um centro comunitário. Como muitos kampongs têm predominantemente residentes muçulmanos, cada um também pode ter uma mesquita para as orações de Jumu'ah ou às sextas-feiras, bem como uma escola que fornece a educação primária religiosa islâmica obrigatória para os alunos muçulmanos no país.
Ambos "kampong" e "kampung" são usados com igual tendência na mídia escrita, bem como em nomes de lugares oficiais. Por exemplo, Keriam, uma vila no distrito de Tutong, é conhecida como Kampung Keriam pelo Departamento de Pesquisa, mas Kampong Keriam pelo Departamento de Serviços Postais — ambos são departamentos do governo.

## Indonésia
Na Indonésia, o termo "kampung" geralmente se refere a "aldeia", que é o oposto da chamada "cidade" conhecida na Indonésia como "kota". Embora, na verdade, a maioria das cidades indonésias consiste inicialmente em um conjunto de assentamentos kampung. "Kampung" também geralmente se refere a um assentamento ou conjuntos de certas comunidades de determinada etnia, que depois se tornam nomes de lugares. Tal como Kampung Melayu distrito no Leste de Jakarta, Kampung Ambon (aldeia Ambonese), Kampung Jawa (aldeia javanesa), Kampung Arab (aldeia árabe), etc. Outro nome para "vila" na Indonésia é conhecido como "desa". O kampong de Peter Nas, Leslie Boon, Ivana Hladka e Nova Tampubolon na Indonésia explora várias iterações do kampong como assentamento rural, local de origem mítico para o Minangkabau, complexo palaciano e assentamento de subúrbio, enquanto se olha para tentativas de modernização, mudanças sociais, turismo e urbanismo.